# Fernando Herrera Moreno
Fernando Herrera Moreno (Cananea, Sonora; 31 de octubre de 1979) es un político mexicano, miembro del Partido Revolucionario Institucional, ocupó el cargo de Presidente Municipal de Cananea Sonora, del 2015 al 2018. 
Participó como miembro activo del Frente Juvenil Revolucionario de ese partido político desde los 18 años.
Estudió la Licenciatura en Administración de Empresas en la Universidad del Valle de México. 
Es sobrino del político mexicano Carlos Samuel Moreno Terán.
Fue presidente de la "Fundación ISAHER" desde 2009, año en que fue creada con el fin de brindarle ayuda y escuchar a la comunidad de Cananea con los 3 ejes principales, Salud, Educación y Deporte.